# Championnat du monde d'endurance FIA
Pour les articles homonymes, voir WEC.
Cet article concerne le championnat créé en 2012. Pour le championnat organisé de 1953 à 1992, voir Championnat du monde des voitures de sport.

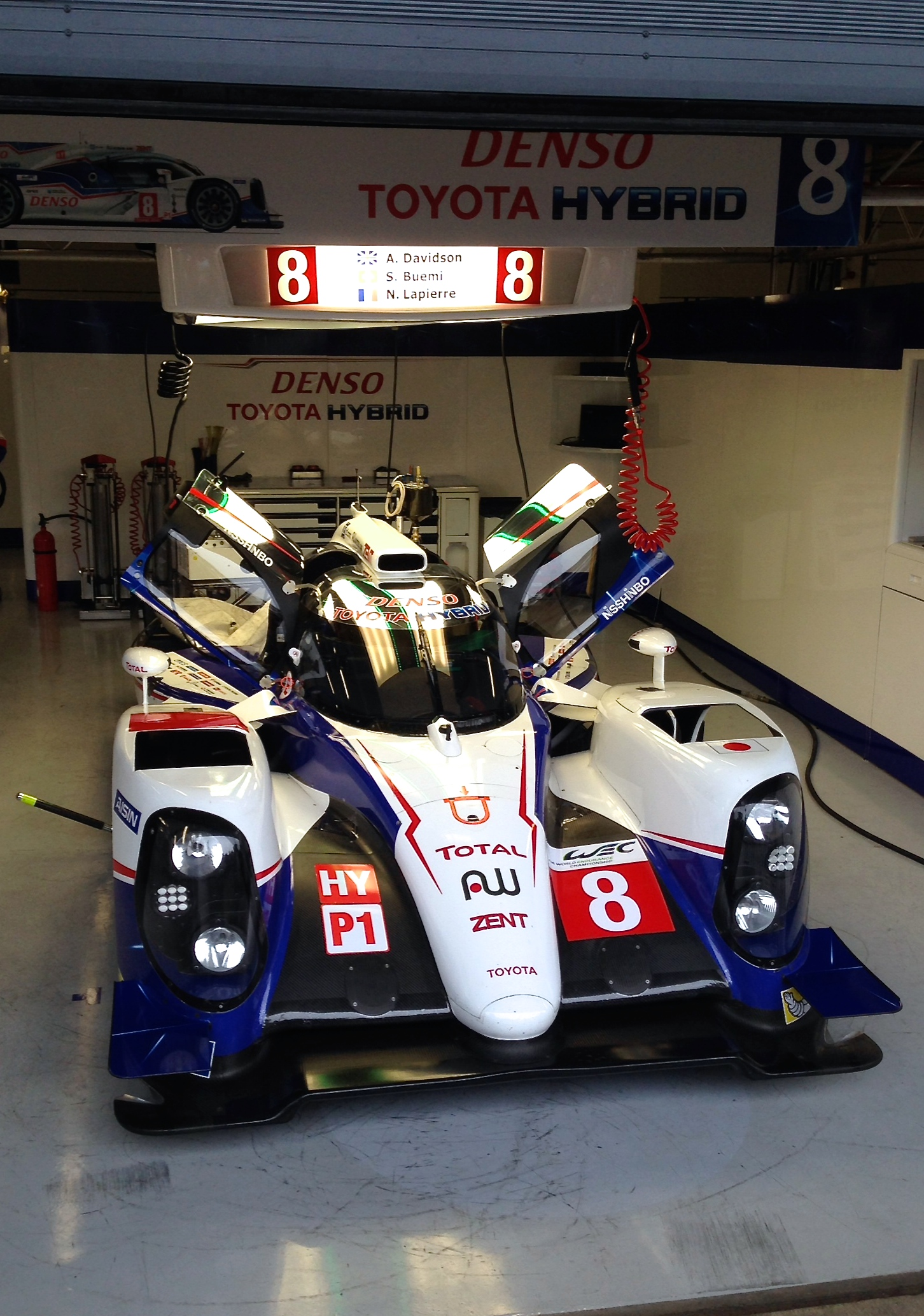
La Toyota TS040 Hybrid, auto avec laquelle le constructeur est champion du monde d'endurance en 2014.

Le championnat du monde d'endurance FIA (FIA World Endurance Championship ou FIA WEC) est un championnat de course de voitures de sport organisé par l'Automobile Club de l'Ouest sous le parrainage de la Fédération internationale de l'automobile (FIA).
Créé en 2012, le championnat du monde d'endurance FIA est issu de l'Intercontinental Le Mans Cup, lui-même créé en 2010. Il fait revivre une compétition mondiale vingt ans après l'arrêt de l'ancien championnat du monde des voitures de sport.
Cette compétition d'endurance rassemble des voitures de type sport-prototypes en catégorie Hypercar depuis 2021, et précédemment en catégorie Le Mans Prototype ; et de type Grand Tourisme en catégorie LMGT3 depuis 2024, et précédemment en catégorie LMGTE.

## Histoire

### Création du championnat du monde d'endurance FIA (2012)
Le 9 juin 2011, au musée automobile de la Sarthe, l'Automobile Club de l'Ouest (ACO) et la Fédération international de l'automobile (FIA) annoncent lors d'une conférence de presse la création d'un championnat du monde d'endurance FIA.
Jean-Claude Plassart, président de l'ACO et Jean Todt, président de la FIA et principal artisan de la création de ce championnat, s'expriment pour indiquer que ce championnat doit « promouvoir l'innovation et le développement de nouvelles technologies permettant ainsi aux constructeurs automobiles de démontrer, grâce à la rigueur de la compétition, leur capacité d'inventivité »,.
Le principe du championnat pour la saison 2012 est de récompenser le meilleur constructeur LMP1, la meilleure équipe privée des catégories LMP1 et LMP2, le meilleur constructeur LMGTE, et la meilleure équipe en LMGTE Pro et LMGTE Am. De plus, un classement des pilotes est créé.

### Nouvelle réglementation technique en LMP1 (2014)
En 2014, l'arrivée de Porsche coïncide avec l'arrivée d'un nouveau règlement technique qui accentue notamment la technologie hybride sur la catégorie LMP1 ; la catégorie a été divisée en deux sous-catégories : le LMP1-H pour les LMP1 hybrides et les LMP1-L pour les LMP1 « lights ». Cependant l'année suivante, le championnat revient à une seule catégorie LMP1 en fusionnant les catégories LMP1-H et LMP1-L.
À la suite de son échec, Nissan décide fin 2015 de quitter le championnat, le constructeur japonais n'ayant disputé que les 24 Heures du Mans.

### Duel entre Porsche et Toyota (2017)
Le 26 octobre 2016, Audi annonce son retrait du championnat à la fin de la saison 2016. Après ce départ, nombreux sont les observateurs à être méfiants sur l'avenir du championnat et de la catégorie LMP1 « hybride » qu'ils jugent trop coûteuse. Pour certains, les organisateurs ont privilégié la promotion et la médiatisation des constructeurs avec la technologie hybride à juste titre, mais au détriment de la présence des écuries privées en LMP1.
Seuls deux constructeurs LMP1, Porsche et Toyota, disputent la saison 2017. Cette décroissance n'est pas inversée en 2018 car Porsche annonce le 28 juillet 2017 quitter le championnat à la fin de la saison pour rejoindre la Formule E, laissant Toyota seul constructeur en LMP1. Les causes possibles de ce départ sont multiples, entre l'affaire Volkswagen, ou la volonté d'implication totale en Formule E.

### Super Saison (2018-2019)
À l'occasion des 6 Heures de Mexico en septembre 2017, une nouvelle réglementation et un nouveau calendrier sont dévoilés. La saison se dispute dorénavant sur deux années civiles. La « Super Saison » 2018-2019 est une saison de transition avec une double participation aux 6 Heures de Spa et aux 24 Heures du Mans et la manche du circuit de Sebring qui réapparaît au sein du championnat après cinq ans d'absence. Concernant la réglementation, le niveau de performance des prototypes non-hybrides est uniformisé avec la réglementation des LMP1 hybrides.

### Nouvelle réglementation et retour à une saison se déroulant sur une année civile (2021)
L'année 2021 marque l'arrivée d'une nouvelle réglementation technique avec les Le Mans Hypercars, un nouveau type de voitures destinées à renouveler la catégorie reine, et l'adoption d'une « balance de performances » pour cette catégorie. Contrairement aux deux saisons précédentes, le championnat 2021 revient à une saison se déroulant sur une année civile. En 2023, les Le Mans Daytona h sont aussi acceptées, formant avec les Le Mans Hypercars la catégorie reine Hypercar.
À partir de 2024, le WEC n'accepte plus que des Hypercars et des LMGT3, les LMP2 n'étant plus présentes qu'aux 24 Heures du Mans.

## Voitures

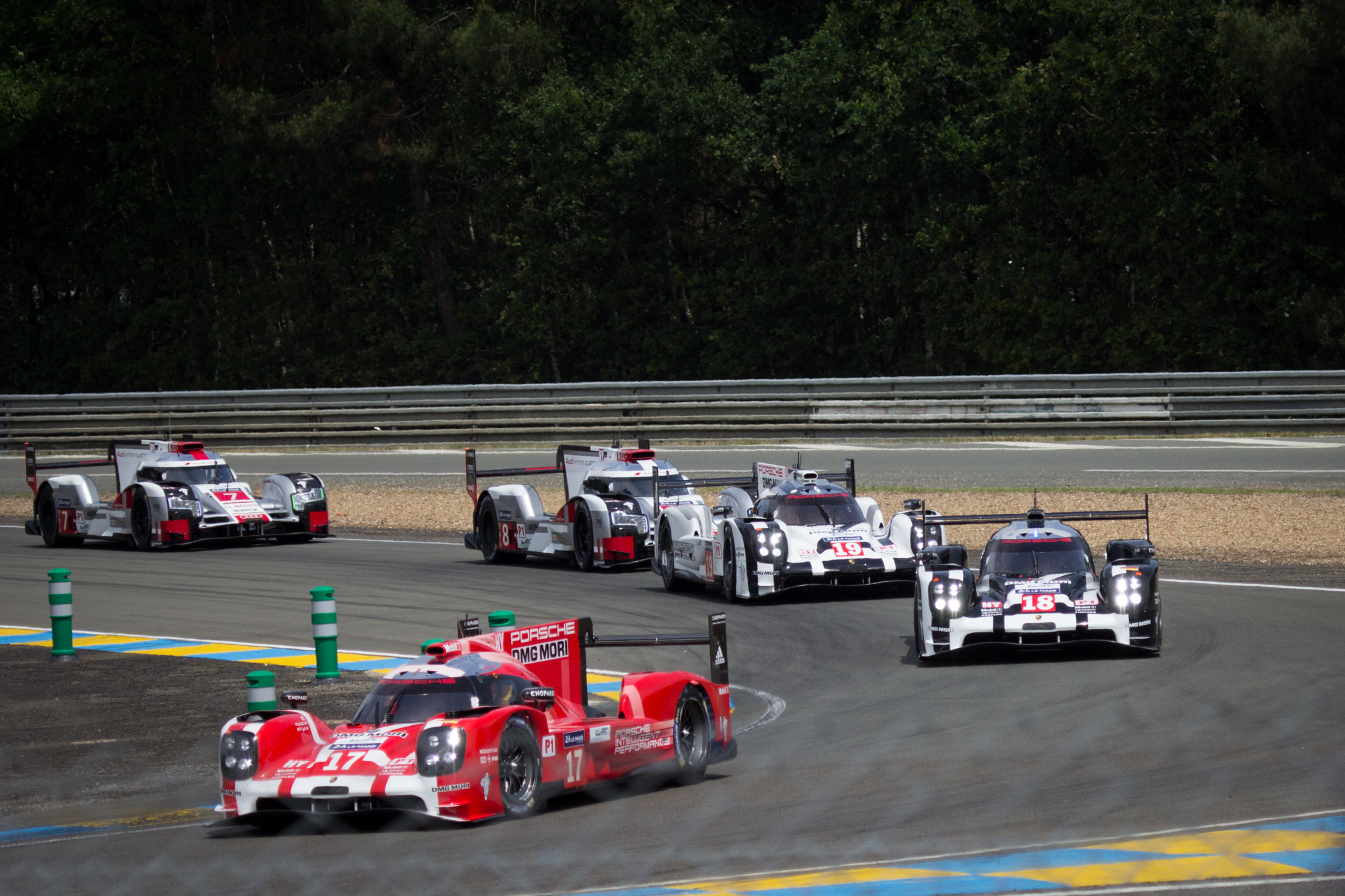
Trois Porsche 919 Hybrid et deux Audi R18 e-tron quattro lors des 24 Heures du Mans 2015.

Les voitures les plus rapides du championnat ont été successivement les LMP1, catégorie supérieure des Le Mans Prototype, et les Hypercars, entrées en compétition depuis 2021.
En ce qui concerne les LMP1, le choix du moteur étant libre, les différents constructeurs pouvaient opter pour des solutions techniques différentes. Ils étaient cependant exposés à certaines restrictions sur la motorisation et l'hybridation, les performances étant ajustées dans le cadre de l' « Equivalence de Technologie » (EoT) afin de permettre de rapprocher les performances de voitures dont les constructeurs ont fait des choix techniques différents.
Depuis 2021, les LMP1 ont été remplacées par les Hypercars, catégorie elle-même composée des types LMH (Le Mans Hypercars) et LMDh (Le Mans Daytona hybrid), ce dernier type n'étant admis que depuis 2023. Toutes les Hypercars sont soumises à une balance de performances (BoP, pour Balance of Performance en anglais).

### Balance des performances
Le championnat du monde d'endurance applique pour les catégories Hypercars et LMGTE un système d'équilibre des performances appelé « balance des performances » (traduction littérale de Balance of Performance, ou BoP). Dans chaque catégorie, pour chaque modèle sont observés les meilleurs temps au tour au fur et à mesure, qui servent de référence de comparaison. À partir de cette référence, lors des courses suivantes, les voitures se voient appliquées des contraintes spécifiques à chaque modèle : des masses minimums différentes, des brides sur l'apport d'air ou le rapport de pression de suralimentation. Les tailles maximum de réservoir sont aussi variables, et l'on fixe également le seuil de vitesse en dessous duquel la puissance du système hybride n'est pas autorisée à être transmise aux roues. L'objectif de cette réglementation est d'égaliser les performances, afin par exemple d'obtenir un spectacle accru. Pour la catégorie Le Mans Hypercars, elle vise aussi à limiter drastiquement les coûts de participation d'un constructeur, en n'encourageant pas à améliorer les performances des modèles en compétition.
La réglementation de la balance des performances évolue régulièrement, et plus encore les valeurs des limitations imposées. Ceci entraîne quelquefois de fortes protestations des pilotes et des écuries, par exemple en GTE Pro aux 24 Heures du Mans 2016. À partir de 2017 un système automatique de balance des performances est créé pour le GTE Pro suivant les performances au cours des manches, les 24 Heures du Mans font exception avec l'élaboration d'une balance spécifique.
C'est à partir de 2021 que la catégorie reine Le Mans Hypercars, qui est en principe celle qui prétend à la victoire au classement général, est aussi soumise à cette réglementation.
À partir de 2023, en catégorie Hypercar, la BOP était prévue d'être définie non plus à l'aide de mesures chronométriques (temps sur un tour), mais à partir de simulations faites par le législateur pour chaque voiture en début de saison. En réalité, faute de résultats satisfaisants, le législateur a adopté un système mixte mis en place juste avant les 24h du Mans. D'autre part, le règlement sportif interdit aux pilotes et membres des équipes engagées de commenter la BOP dans les médias ou sur les réseaux sociaux, sous peine de sanctions.

### Pneumatiques
Initialement, en 2012, Michelin et Dunlop étaient les deux fournisseurs de pneumatiques pour les quatre catégories participantes. En 2019, le manufacturier américain Goodyear remplace Dunlop.
La répartition entre les catégories concourant en 2023 est la suivante : Michelin équipe les catégories Hypercar et GTE-Am, et Goodyear les LMP2.

## Participants

### LMP1 puis Hypercar
- LMP1
- Hypercar (LMH/LMDh)
- LMP1 engagée dans la catégorie Hypercar

| Constructeur              | Constructeur | 2012                                 | 2013               | 2014               | 2015               | 2016         | 2017         | 2018- 2019   | 2019- 2020   | 2021         | 2022         | 2023           | 2024         | 2025             |
| ------------------------- | ------------ | ------------------------------------ | ------------------ | ------------------ | ------------------ | ------------ | ------------ | ------------ | ------------ | ------------ | ------------ | -------------- | ------------ | ---------------- |
| Toyota                    |              | TS030 Hybrid                         | TS030 Hybrid       | TS040 Hybrid       | TS040 Hybrid       | TS050 Hybrid | TS050 Hybrid | TS050 Hybrid | TS050 Hybrid | GR010 Hybrid | GR010 Hybrid | GR010 Hybrid   | GR010 Hybrid | GR010 Hybrid     |
| Rebellion                 |              | B12/60                               | B12/60             | R-One              | R-One              | R-One        |              | R13          | R13          |              |              |                |              |                  |
| Audi                      |              | R18 TDI R18 ultra R18 e-tron quattro | R18 e-tron quattro | R18 e-tron quattro | R18 e-tron quattro | R18          |              |              |              |              |              |                |              |                  |
| Acura                     |              | ARX-03                               | ARX-03             |                    |                    |              |              |              |              |              |              |                |              |                  |
| Pescarolo                 |              | Pescarolo 01 Pescarolo 03            |                    |                    |                    |              |              |              |              |              |              |                |              |                  |
| ByKolles Racing / Vanwall | /            |                                      |                    | CLM P1/01          | CLM P1/01          | CLM P1/01    | CLM P1/01    | CLM P1/01    |              |              |              | Vandervell 680 |              |                  |
| Porsche                   |              |                                      |                    | 919 Hybrid         | 919 Hybrid         | 919 Hybrid   | 919 Hybrid   |              |              |              |              | 963            | 963          | 963              |
| Nissan                    |              |                                      |                    |                    | GT-R LM Nismo      |              |              |              |              |              |              |                |              |                  |
| Ginetta                   |              |                                      |                    |                    |                    |              |              | G60-LT-P1    | G60-LT-P1    |              |              |                |              |                  |
| BR Engineering            |              |                                      |                    |                    |                    |              |              | BR1          |              |              |              |                |              |                  |
| Alpine                    |              |                                      |                    |                    |                    |              |              |              |              | A480         | A480         |                | A424         | A424             |
| Glickenhaus               |              |                                      |                    |                    |                    |              |              |              |              | 007 LMH      | 007 LMH      | 007 LMH        |              |                  |
| Peugeot                   |              |                                      |                    |                    |                    |              |              |              |              |              | 9X8          | 9X8            | 9X8          | 9X8              |
| Ferrari                   |              |                                      |                    |                    |                    |              |              |              |              |              |              | 499P           | 499P         | 499P             |
| Cadillac                  |              |                                      |                    |                    |                    |              |              |              |              |              |              | V-Series.R     | V-Series.R   | V-Series.R       |
| Lamborghini               |              |                                      |                    |                    |                    |              |              |              |              |              |              |                | SC63         |                  |
| BMW                       |              |                                      |                    |                    |                    |              |              |              |              |              |              |                | M Hybrid V8  | M Hybrid V8      |
| Isotta Fraschini          |              |                                      |                    |                    |                    |              |              |              |              |              |              |                | Tipo 6 LMH-C |                  |
| Aston Martin              |              |                                      |                    |                    |                    |              |              |              |              |              |              |                |              | Valkyrie AMR-LMH |

Pour les débuts du championnat en 2012, deux constructeurs sont engagées dans la catégorie LMP1 : Audi et Toyota. Avec le retrait de Peugeot en janvier 2012 et l'arrivée tardive de Toyota, Audi est présenté comme étant le grand favori de cette première saison,.
Depuis l'année 2014, trois constructeurs sont engagés dans la compétition avec Audi, Porsche et Toyota dans la catégorie reine (LMP1). Audi remporte le titre constructeur du WEC en 2012 et 2013, suivi de Toyota en 2014 puis de Porsche en 2015. Nissan a également participé au WEC lors de la saison 2015, présentant un concept innovant avec un moteur avant et des roues avant plus larges que les roues arrière ; cependant le constructeur n'a participé qu'aux 24 Heures du Mans 2015 et n'a marqué aucun point pour le championnat, décidant à la fin de la saison de mettre un terme à ses activités en WEC dans la catégorie LMP1.
Un autre retrait a lieu fin 2016 avec Audi, le constructeur annonçant la fin de son engagement dès la fin de la saison afin de concentrer ses ressources sur d'autres disciplines.
Fin 2017, Porsche se retire du LMP1, laissant pour seul constructeur de la catégorie Toyota, présent depuis la création du WEC,. Depuis 2018, le titre de Champion du monde des constructeurs LMP1 n'est ainsi plus décerné.
En 2021 et 2022, l'Alpine A480 est autorisée à concourir dans la catégorie Hypercar, dû à un manque d'engagés dans cette dernière.

### LMGTE
- Constructeur engagé pour l'intégralité de la saison en LMGTE Pro
- Constructeur engagé sur certaines manches de la saison en LMGTE Pro

| Constructeur | Constructeur | 2012              | 2013           | 2014           | 2015           | 2016          | 2017          | 2018- 2019    | 2019- 2020    | 2021          | 2022          |
| ------------ | ------------ | ----------------- | -------------- | -------------- | -------------- | ------------- | ------------- | ------------- | ------------- | ------------- | ------------- |
| Ferrari      |              | 458 Italia GT2    | 458 Italia GT2 | 458 Italia GT2 | 458 Italia GT2 | 488 GTE       | 488 GTE       | 488 GTE       | 488 GTE Evo   | 488 GTE Evo   | 488 GTE Evo   |
| Porsche      |              | 911 GT3 RSR (997) | 911 RSR (991)  | 911 RSR (991)  | 911 RSR (991)  | 911 RSR (991) | 911 RSR       | 911 RSR       | 911 RSR-19    | 911 RSR-19    | 911 RSR-19    |
| Aston Martin |              | Vantage GTE       | Vantage GTE    | Vantage GTE    | Vantage GTE    | Vantage GTE   | Vantage GTE   | Vantage AMR   | Vantage AMR   |               |               |
| Ford         |              |                   |                |                |                | GT (GTE)      | GT (GTE)      | GT (GTE)      |               |               |               |
| BMW          |              |                   |                |                |                |               |               | M8 GTE        |               |               |               |
| Chevrolet    |              | Corvette C6.R     | Corvette C6.R  | Corvette C7.R  | Corvette C7.R  | Corvette C7.R | Corvette C7.R | Corvette C7.R | Corvette C8.R | Corvette C8.R | Corvette C8.R |
| SRT          |              |                   | Viper GTS-R    |                |                |               |               |               |               |               |               |

Dans la catégorie LMGTE Pro, depuis 2017, un titre mondial constructeur et pilotes est décerné.
Trois marques sont actuellement représentées officiellement, avec Aston Martin, Ferrari et Porsche. Ferrari est la plus titrée avec cinq titres obtenus en 2012, 2013, 2014, 2016 et 2017, Porsche remporte le titre en 2015 et lors de la saison 2018-2019. Ford a participé au championnat entre 2016 et 2019. BMW s'est engagé sur la saison 2018-2019.
Pour le LMGTE Am, le règlement indique que les voitures engagées doivent avoir au moins un an de compétition à leur actif.
À la fin de la saison 2022 la catégorie LMGTE Pro disparaît. Seule la catégorie LMGTE Am est maintenue pour la saison 2023 avant d'être remplacée par le LMGT3 en 2024.

### LMGT3
À partir de 2024, les voitures de réglementation LMGTE sont remplacées par des voitures de réglementation GT3. Ces voitures sont moins coûteuses et ne peuvent être engagées que par des équipes privées.
| Constructeur | Constructeur | 2024               | 2025               |
| ------------ | ------------ | ------------------ | ------------------ |
| Aston Martin |              | Vantage AMR GT3    | Vantage AMR GT3    |
| BMW          |              | M4 GT3             | M4 GT3             |
| Chevrolet    |              | Corvette Z06 GT3.R | Corvette Z06 GT3.R |
| Ferrari      |              | 296 GT3            | 296 GT3            |
| Ford         |              | Mustang GT3        | Mustang GT3        |
| Lamborghini  |              | Huracan GT3 EVO2   |                    |
| Lexus        |              | RC F GT3           | RC F GT3           |
| McLaren      |              | 720S GT3 Evo       | 720S GT3 Evo       |
| Porsche      |              | 911 GT3 R          | 911 GT3 R          |
| Mercedes-AMG |              |                    | AMG GT3            |

## Circuits

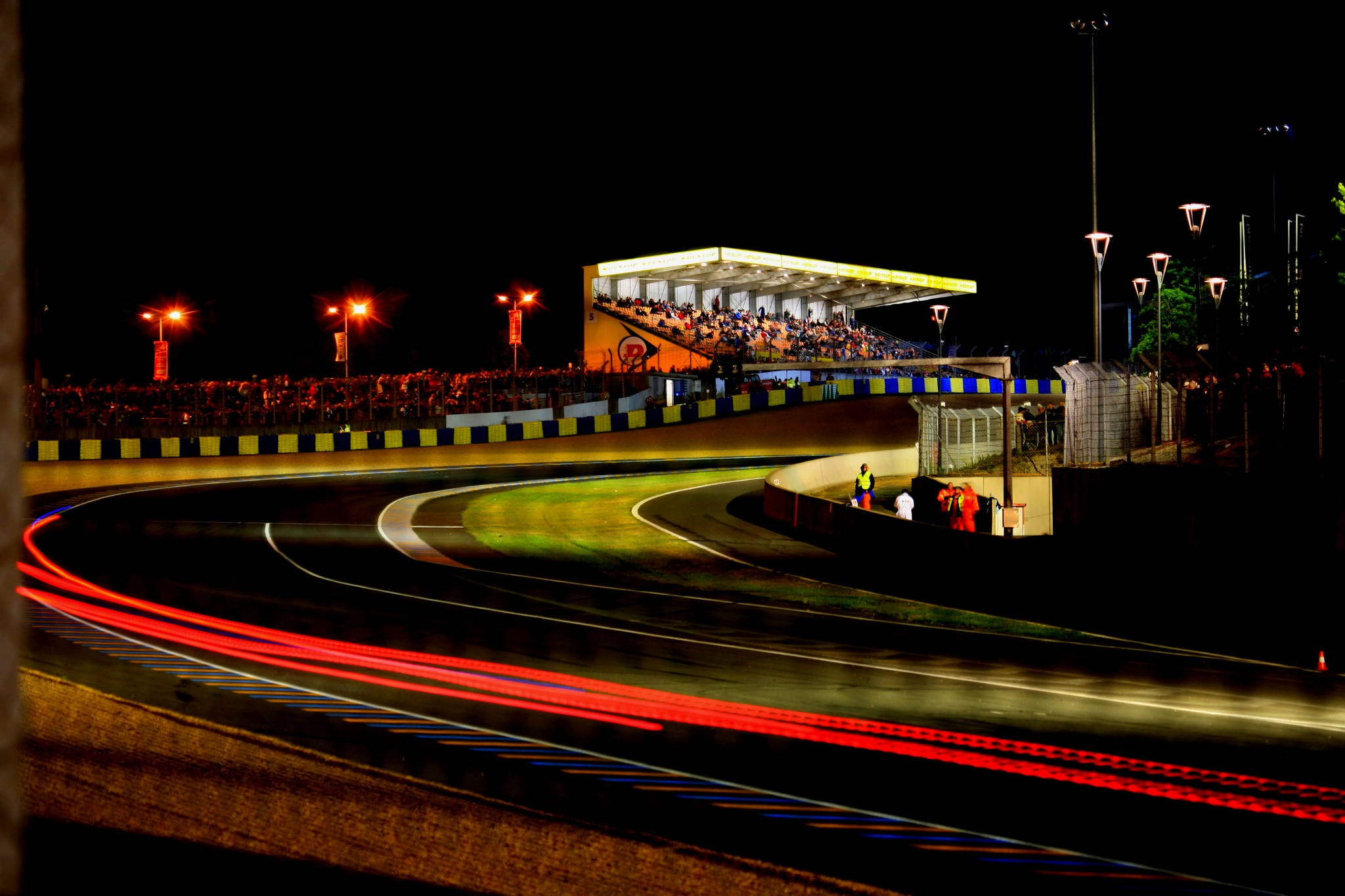
Vue nocturne du circuit des 24 Heures en 2012.

Le championnat du monde d'endurance de la FIA se dispute depuis 2012 sur un minimum de huit épreuves dans le monde. La majorité des circuits où se déroulent les épreuves sont des circuits routiers fermés, la plupart du temps permanents. Le circuit des 24 Heures fait exception avec une longueur de tracé de 13,626 km, ce qui fait de ce circuit l'un des circuits automobiles les plus longs du monde. Sa particularité est l'utilisation de portions routières ouvertes à la circulation publique pendant le reste de l'année, le circuit n'étant utilisé qu'une dizaine de jours par an.

## Épreuves
| Épreuves                                                  | 2012               | 2013               | 2014               | 2015               | 2016               | 2017                                           | 2018-2019                                      | 2019-2020                                      | 2021                                           | 2022                                           | 2023                                           | 2024                                           | 2025                                           | 2026                                           | Nombre                                         |                                                |
| --------------------------------------------------------- | ------------------ | ------------------ | ------------------ | ------------------ | ------------------ | ---------------------------------------------- | ---------------------------------------------- | ---------------------------------------------- | ---------------------------------------------- | ---------------------------------------------- | ---------------------------------------------- | ---------------------------------------------- | ---------------------------------------------- | ---------------------------------------------- | ---------------------------------------------- | ---------------------------------------------- |
| 24 Heures du Mans                                         |                    |                    |                    |                    |                    |                                                |                                                |                                                |                                                |                                                |                                                |                                                |                                                |                                                | 15                                             |                                                |
| 6 Heures de Spa-Francorchamps                             |                    |                    |                    |                    |                    |                                                |                                                |                                                |                                                |                                                |                                                |                                                |                                                |                                                | 15                                             |                                                |
| 6 Heures de Bahreïn / 8 Heures de Bahreïn                 |                    |                    |                    |                    |                    |                                                |                                                |                                                |                                                |                                                |                                                |                                                |                                                |                                                | 15                                             |                                                |
| 6 Heures de Fuji                                          |                    |                    |                    |                    |                    |                                                |                                                |                                                |                                                |                                                |                                                |                                                |                                                |                                                | 13                                             |                                                |
| 6 Heures du circuit des Amériques / Lone Star Le Mans     |                    |                    |                    |                    |                    |                                                |                                                |                                                |                                                |                                                |                                                |                                                |                                                |                                                | 9                                              |                                                |
| 6 Heures de Shanghai / 4 Heures de Shanghai               |                    |                    |                    |                    |                    |                                                |                                                |                                                |                                                |                                                |                                                |                                                |                                                |                                                | 8                                              |                                                |
| 6 Heures de Silverstone / 4 Heures de Silverstone         |                    |                    |                    |                    |                    |                                                |                                                |                                                |                                                |                                                |                                                |                                                |                                                |                                                | 8                                              |                                                |
| 6 Heures de São Paulo                                     |                    |                    |                    |                    |                    |                                                |                                                |                                                |                                                |                                                |                                                |                                                |                                                |                                                | 6                                              |                                                |
| 12 Heures de Sebring / 1 000 Miles de Sebring             |                    |                    |                    |                    |                    |                                                |                                                | [1]                                            | [1]                                            |                                                |                                                |                                                |                                                |                                                | 4                                              |                                                |
| 1812 km du Qatar                                          |                    |                    |                    |                    |                    |                                                |                                                |                                                |                                                |                                                |                                                |                                                |                                                |                                                | 3                                              |                                                |
| 6 Heures d'Imola                                          |                    |                    |                    |                    |                    |                                                |                                                |                                                |                                                |                                                |                                                |                                                |                                                |                                                | 3                                              |                                                |
| 6 Heures du Nürburgring                                   |                    |                    |                    |                    |                    |                                                |                                                |                                                |                                                |                                                |                                                |                                                |                                                |                                                | 3                                              |                                                |
| 6 Heures de Monza                                         |                    |                    |                    |                    |                    |                                                |                                                |                                                |                                                |                                                |                                                |                                                |                                                |                                                | 3                                              |                                                |
| 6 Heures de Mexico                                        |                    |                    |                    |                    |                    |                                                |                                                |                                                |                                                |                                                |                                                |                                                |                                                |                                                | 2                                              |                                                |
| 8 Heures de Portimão / 6 Heures de Portimão               |                    |                    |                    |                    |                    |                                                |                                                |                                                |                                                |                                                |                                                |                                                |                                                |                                                | 2                                              |                                                |
| Légende :                                                 | Épreuves disputées | Épreuves disputées | Épreuves disputées | Épreuves disputées | Épreuves disputées | Épreuves disputées deux fois lors de la saison | Épreuves disputées deux fois lors de la saison | Épreuves disputées deux fois lors de la saison | Épreuves disputées deux fois lors de la saison | Épreuves disputées deux fois lors de la saison | Épreuves disputées deux fois lors de la saison | Épreuves disputées deux fois lors de la saison | Épreuves disputées deux fois lors de la saison | Épreuves disputées deux fois lors de la saison | Épreuves disputées deux fois lors de la saison | Épreuves disputées deux fois lors de la saison |
| 1 Épreuves annulées en rapport à la pandémie de Covid-19. |                    |                    |                    |                    |                    |                                                |                                                |                                                |                                                |                                                |                                                |                                                |                                                |                                                |                                                |                                                |

- Notes :

Lors de la saison 2018-2019, les 6 Heures de Spa et les 24 Heures du Mans sont disputées à deux reprises.
Lors de la saison 2019-2020, les 6 Heures de Silverstone et les 6 Heures de Shanghai deviennent des épreuves de quatre heures et les 6 Heures de Bahreïn deviennent une épreuve de huit heures.

## Pilotes

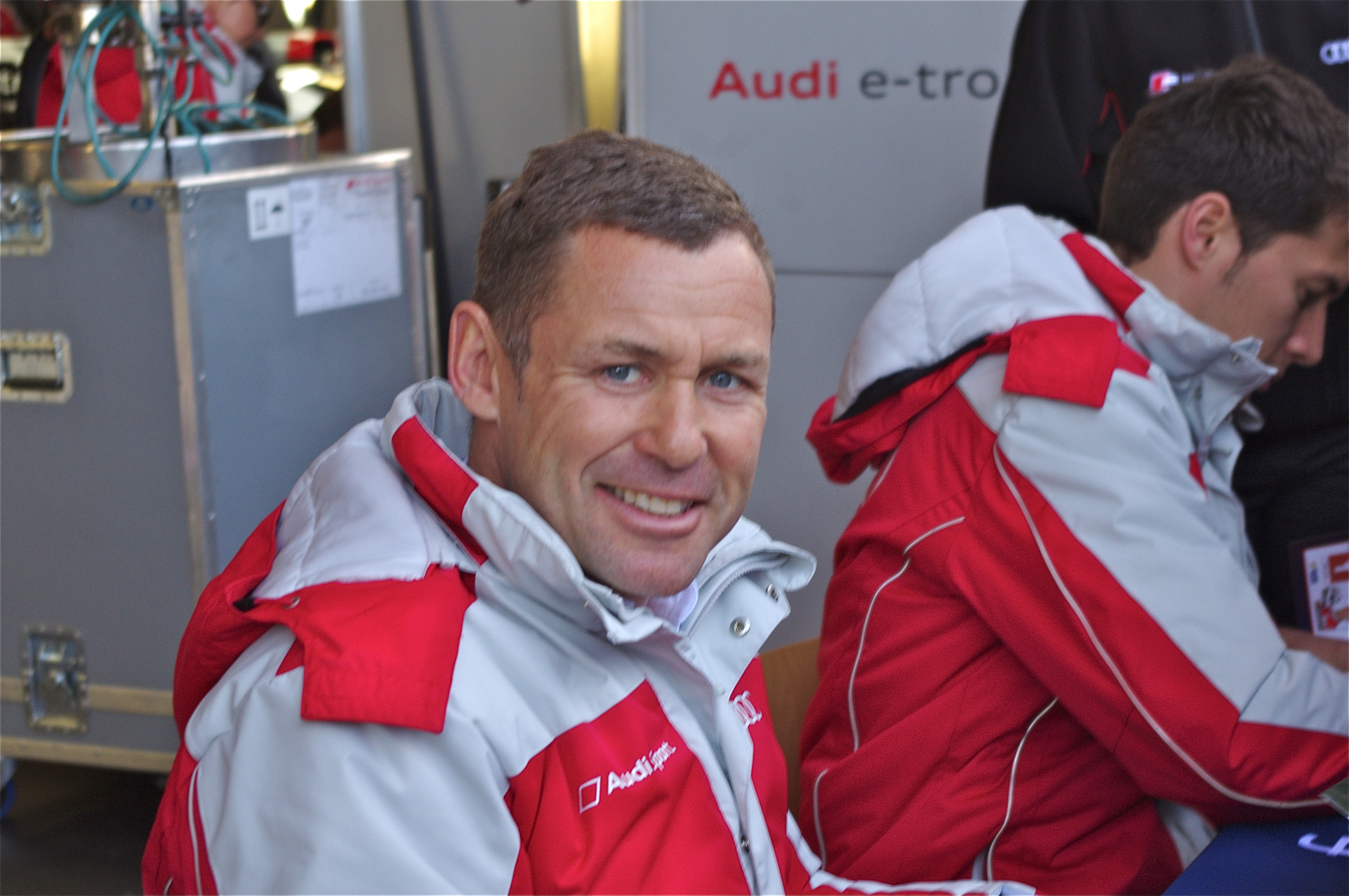
Tom Kristensen en 2013.

Le championnat du monde d'endurance présente un panel varié de pilotes, permis notamment par le nombre d'engagés important chaque année.
Une des particularités du championnat est de regrouper des pilotes professionnels et amateurs. En effet, les catégories LMP1 et GTE Pro sont destinées aux professionnels, alors que les catégories LMP2 et GTE Am accueillent les amateurs.
Une catégorisation de pilotes est mise en place par la FIA, celle-ci permet de différencier les pilotes amateurs et professionnels, et de créer un équilibre entre les équipages. La catégorisation est répartie en quatre statuts qui évolue dans l'ordre suivant : Bronze (Bronze), Argent (Silver), Or (Gold) et Platine (Platinum).
Les pilotes sont soumis à une limitation de temps de conduite lors des courses, un temps minimum et maximum de conduite instauré par le règlement selon la durée de la course doit être respecté par chaque pilote, cependant cette limitation peut être amenée à être modifiée selon les circonstances de course.

### Personnalités
Parmi les pilotes les plus célèbres du WEC, on peut citer Tom Kristensen, nonuple vainqueur des 24 Heures du Mans et champion du monde d'endurance en 2013, Allan McNish, champion la même année, Alexander Wurz, et Mark Webber, champion du monde d'endurance 2015 et connu pour sa carrière en Formule 1.
L'opportunité donnée aux pilotes amateurs de s'engager permet à des personnalités diverses (couramment appelés « Gentlemen Drivers ») de piloter en LMP2 et en GTE Am, comme l'acteur américain Patrick Dempsey qui a participé au championnat en 2015.

## Attribution des points

### Premier barème (2012-2017)
De la création du championnat en 2012 jusqu'en 2017, l'attribution des points se fait de la façon suivante :
| Position | 1er | 2e | 3e | 4e | 5e | 6e | 7e | 8e | 9e | 10e | Au-delà |
| -------- | --- | -- | -- | -- | -- | -- | -- | -- | -- | --- | ------- |
| Manches  | 25  | 18 | 15 | 12 | 10 | 8  | 6  | 4  | 2  | 1   | 0,5     |
| Le Mans  | 50  | 36 | 30 | 24 | 20 | 16 | 12 | 8  | 4  | 2   | 1       |

L'obtention des points est accordée lorsque la voiture a complété au minimum 70 % de la distance parcourue par l'équipage gagnant. Également, 1 point est donné aux équipages de chaque catégorie ayant obtenu la pole dans leur catégorie respective. Excepté la pole, les points sont doublés lors des 24 Heures du Mans.

### Second barème (depuis 2018)
Le barème d'attribution des points de points évolue à partir de la super saison 2018-2019. En effet, les points ne sont plus doublés pour le Mans mais seulement augmentés de 50 %. Cependant, la manche mancelle est dorénavant présente à deux reprises durant la saison. La manche de Sebring bénéficie elle aussi d'un barème spécifique puisque les points y seront augmentés de 25 %. Ce dispositif est de nouveau modifié la saison suivante pour les 24 Heures du Mans avec le retour du principe des points doublés établi précédemment. L'ensemble de ce système de points est détaillé dans le tableau ci-dessous :
| Position                | 1er | 2e | 3e | 4e | 5e | 6e | 7e | 8e | 9e | 10e | Au-delà |
| ----------------------- | --- | -- | -- | -- | -- | -- | -- | -- | -- | --- | ------- |
| 4 ou 6 heures           | 25  | 18 | 15 | 12 | 10 | 8  | 6  | 4  | 2  | 1   | 0,5     |
| 8 heures ou 1 000 miles | 38  | 27 | 23 | 18 | 15 | 12 | 9  | 6  | 3  | 2   | 1       |
| Le Mans                 | 50  | 36 | 30 | 24 | 20 | 16 | 12 | 8  | 4  | 2   | 1       |

L'obtention des points est toujours accordée lorsque la voiture a complété au minimum 70 % de la distance parcourue par l'équipage gagnant. Également, 1 point est donné aux équipages de chaque catégorie ayant obtenu la pole dans leur catégorie respective.

## Palmarès

### Championnats du monde d'endurance
| Saison    | Pilotes                                         | Pilotes                            | Constructeurs | Constructeurs |
| Saison    | LMP                                             | GTE                                | LMP           | GTE           |
| --------- | ----------------------------------------------- | ---------------------------------- | ------------- | ------------- |
| 2012      | André Lotterer Benoît Tréluyer Marcel Fässler   | Non décerné                        | Audi          | Ferrari       |
| 2013      | Allan McNish Tom Kristensen Loïc Duval          | Gianmaria Bruni                    | Audi          | Ferrari       |
| 2014      | Sébastien Buemi Anthony Davidson                | Gianmaria Bruni Toni Vilander      | Toyota        | Ferrari       |
| 2015      | Mark Webber Timo Bernhard Brendon Hartley       | Richard Lietz                      | Porsche       | Porsche       |
| 2016      | Marc Lieb Neel Jani Romain Dumas                | Nicki Thiim Marco Sørensen         | Porsche       | Ferrari       |
| 2017      | Timo Bernhard Brendon Hartley Earl Bamber       | James Calado Alessandro Pier Guidi | Porsche       | Ferrari       |
| 2018-2019 | Fernando Alonso Sébastien Buemi Kazuki Nakajima | Michael Christensen Kévin Estre    | Toyota        | Porsche       |
| 2019-2020 | Mike Conway Kamui Kobayashi José María López    | Nicki Thiim Marco Sørensen         | Toyota        | Aston Martin  |
|           | Hypercar                                        | GTE                                | Hypercar      | GTE           |
| 2021      | Mike Conway Kamui Kobayashi José María López    | James Calado Alessandro Pier Guidi | Toyota        | Ferrari       |
| 2022      | Sébastien Buemi Brendon Hartley Ryō Hirakawa    | James Calado Alessandro Pier Guidi | Toyota        | Ferrari       |
| 2023      | Sébastien Buemi Brendon Hartley Ryō Hirakawa    | Non décerné                        | Toyota        | Non décerné   |
| 2024      | Kévin Estre André Lotterer Laurens Vanthoor     | Non décerné                        | Toyota        | Non décerné   |

| Titres | Constructeurs | SP | GT |
| ------ | ------------- | -- | -- |
| 7      | Ferrari       | 0  | 7  |
| 7      | Toyota        | 7  | 0  |
| 5      | Porsche       | 3  | 2  |
| 2      | Audi          | 2  | 0  |
| 1      | Aston Martin  | 0  | 1  |

### Trophées d'endurance
| Saison    | Pilotes                                              | Pilotes                                           | Écuries                 | Écuries                 | Écuries              | Écuries             |
| Saison    | LMP2                                                 | GTE Am                                            | LMP1/Hypercar (privées) | LMP2                    | GTE Pro              | GTE Am              |
| --------- | ---------------------------------------------------- | ------------------------------------------------- | ----------------------- | ----------------------- | -------------------- | ------------------- |
| 2012      | Non décerné                                          | Non décerné                                       | Rebellion Racing        | Starworks Motorsport    | AF Corse             | Larbre Compétition  |
| 2013      | Bertrand Baguette Martin Plowman Ricardo González    | Jamie Campbell-Walter Stuart Hall                 | Rebellion Racing        | OAK Racing              | AF Corse             | 8 Star Motorsports  |
| 2014      | Sergey Zlobin                                        | Kristian Poulsen David Heinemeier Hansson         | Rebellion Racing        | SMP Racing              | AF Corse             | Aston Martin Racing |
| 2015      | Roman Rusinov Julien Canal Sam Bird                  | Viktor Shaytar Alexeï Basov Andrea Bertolini      | Rebellion Racing        | G-Drive Racing          | Porsche Team Manthey | SMP Racing          |
| 2016      | Gustavo Menezes Nicolas Lapierre Stéphane Richelmi   | Emmanuel Collard François Perrodo Rui Águas       | Rebellion Racing        | Signatech-Alpine        | Aston Martin Racing  | AF Corse            |
| 2017      | Julien Canal Bruno Senna                             | Paul Dalla Lana Pedro Lamy Mathias Lauda          | Non décerné             | Vaillante Rebellion     | AF Corse             | Aston Martin Racing |
| 2018-2019 | Nicolas Lapierre Pierre Thiriet André Negrão         | Jörg Bergmeister Patrick Lindsey Egidio Perfetti  | Non décerné             | Signatech Alpine-Matmut | Non décerné          | Team Project 1      |
| 2019-2020 | Filipe Albuquerque Phil Hanson                       | Emmanuel Collard Nicklas Nielsen François Perrodo | Non décerné             | United Autosports       | Non décerné          | AF Corse            |
| 2021      | Robin Frijns Ferdinand Habsburg Charles Milesi       | Nicklas Nielsen François Perrodo Alessio Rovera   | Non décerné             | Team WRT                | Non décerné          | AF Corse            |
| 2022      | António Félix da Costa Roberto González Will Stevens | Ben Keating Marco Sørensen                        | Non décerné             | Team Jota               | Non décerné          | TF Sport            |
| 2023      | Rui Andrade Louis Delétraz Robert Kubica             | Nicky Catsburg Ben Keating Nicolás Varrone        | Team Jota               | Team WRT                | Non décerné          | Corvette Racing     |
|           | LMGT3                                                | LMGT3                                             | Hypercar (privées)      | Hypercar (privées)      | LMGT3                | LMGT3               |
| 2024      | Alex Malykhin Joel Sturm Klaus Bachler               | Alex Malykhin Joel Sturm Klaus Bachler            | Hertz Team Jota         | Hertz Team Jota         | Manthey PureRxcing   | Manthey PureRxcing  |

## Victoires en courses
En gras : Pilotes ayant gagné un championnat du monde, une coupe du monde ou un trophée d'Endurance du WEC dans la catégorie pour laquelle ses victoires sont comptabilisées.
Il est à noter que ces tableaux ne prennent en compte que les résultats bruts des courses. En effet, il est arrivé à plusieurs reprises qu'un équipage finisse premier de sa catégorie mais ne soit pas considéré officiellement comme le vainqueur car non-éligible pour marquer des points au championnat du monde.
Statistiques à jour après les 6 Heures d'Imola 2025

## Médias

### Presse écrite
Le WEC est cité dans la presse omnisports quotidienne avec notamment L'Équipe en France. S'il existe une presse spécialisée sur l'automobile, la presse uniquement focalisée sur le WEC est plus rare, à l’exception du magazine Le Mans Racing,. L'exposition du championnat est accrue lors de chaque édition des 24 Heures du Mans, où il entre dans la presse généraliste grâce à la renommée de cette épreuve qui constitue la course moderne la plus réputée dans l'endurance automobile.

### Médias audiovisuels
En France, le WEC est diffusé sur Eurosport et est diffusé en clair depuis 2016 sur La chaine L'Équipe,,,,,, exception faite des 24 Heures du Mans diffusées sur les chaines payantes ainsi que sur les chaines du groupe France Télévisions jusqu'en 2020. À partir de 2021, la diffusion des 24 Heures du Mans en accès gratuit n'est plus faite par France Télévisions, mais par La chaine L'Équipe.